# Baldratia anabasis
Baldratia anabasis är en tvåvingeart som beskrevs av Möhn 1969. Baldratia anabasis ingår i släktet Baldratia och familjen gallmyggor. Inga underarter finns listade i Catalogue of Life.